# Conjunto António Mafra
O Conjunto António Mafra foi um conjunto musical português de raízes populares que atingiu popularidade, com mais de 80 discos gravados em 58 anos de carreira. Os muitos sucessos do grupo são "Sete e pico", "Arrebita", "O Carteiro", "Ora vejam lá", "O Manjerico" e tantos outros.

## Biografia
O Conjunto António Mafra formou-se em 1955, no Grupo Dramático da Arrábida, onde se organizou um concurso de cantadores das freguesias do Porto, e onde o Manuel Barros foi o vencedor. Os irmãos Mafras (o António e o Zé) logo o convidaram para formarem um grupo com o Mário João Ferreira Leite, como director técnico. Aí nasceu o grupo "CAIXINHA DE SURPRESAS". 
Em 1958, António Pedro, mentor do grupo do TEATRO EXPERIMENTAL DO PORTO convidou o grupo para actuar com uma peça (O MORGADO DE FAFE AMOROSO) e mencionou que o nome não ajudava em nada para o engrandecimento do grupo. A partir daí nasceu o CONJUNTO ANTONIO MAFRA.
Arranjaram um local de ensaio na Rua dos Clérigos, 58 - 3.º Andar, ao qual apelidaram carinhosamente de Cantinho da Rambóia, mesmo junto à Torre dos Clérigos. "Ai, cachopa, se queres ser bonita/arrebita, arrebita, arrebita" é o refrão do seu primeiro grande êxito "Arrebita, arrebita, arrebita", gravado em 1959 e que foi cantado por outros nomes como Dino Meira ou Roberto Leal. A liderança cabia a António Mafra que acumulava as funções de compositor e letrista ao seu instrumento, a guitarra portuguesa. Manuel Barros era a voz principal do grupo.
O sucesso foi enorme e tornaram-se no maior grupo existente em Portugal- CONJUNTO ANTÓNIO MAFRA.
E os êxitos sucediam-se … "a centopeia", "o vinho da Clarinha", "o sete e pico". Em 1963 pela primeira vez um grupo Português ia fazer uma digressão pelos Estados Unidaos da América - Nova Iorque, Newark, Brooklin, New Bedford, etc e Londres e Paris. Nos USA foram os primeiros artistas Portugueses a participarem em programas de TV americano e a cores, Canal 22 e NBC, nos estudios em Springfield. Em Londres deram uma recepção na Casa de Portugal, trasmitido pela BBC. Foram também os primeiros Portugueses a gravarem nos USA, nos estúdios da RCA, em Nova Iorque, onde na noite anterior tinha gravado nesse mesmo estúdio o Elvis Presley, e com os mesmos técnicos.
Em 1964, voltaram aos USA, mais própriamente a Hartford, Ludlow, New Bedford, East Providence, Cambridge, Waterbury, Elizabeth, Fall River, Nova Iorque, New Jersey, Connecticut, Rhode Island e Massachussets. Neste ano levaram consigo uma cançonetista do Porto, Maria Clara. 
Entretanto criaram uma etiqueta para a edição dos seus discos, a editora "MAFRAS". 
Em 1977, com a morte de António Mafra aos 45 anos, o grupo acaba por parar. Em meados da década de 1980 retorna em força após um convite para tocar no concurso 1, 2, 3, da RTP. 
O Manel Campanhã junta-se ao grupo e a guitarra portuguesa é substituída pela braguesa e pelo cavaquinho.
Em 2004 é editado pela GPM um cd com título "50 anos de sucessos - Vol 1"
Em 2004 é editada uma compilação na série "Melhor dos Melhores" da Movieplay.
Em 2006, faleceu Mário João Ferreira Leite, vítima de doença prolongada.
Em 2007 foi lançado do álbum "7 e pico, 8 e coisa, 9 e tal" do grupo Vozes da Rádio que contou com a participação de Rui Reininho, Sérgio Castro, Carlos Tê, Miguel Guedes, Manuela Azevedo, Rui Veloso, Sérgio Godinho, Newmax, Vítor Silva, Sérgio Silva e dos elementos do Conjunto António Mafra.
Em 2007, após o falecimento de Mário João, juntou-se ao grupo o executante/compositor de guitarra portuguesa, António Morais (anteriormente nas funções de roadie do grupo desde 1994). O Conjunto António Mafra volta assim a contar com o instrumento que esteve na sua origem.
O grupo cessou atividade em 2013, no casino da Figueira da Foz.
Manuel Barros, a voz do Conjunto António Mafra, faleceu a 18 de julho de 2016, aos 86 anos, vítima de doença prolongada. 
José Mafra faleceu a 9 de abril de 2018, aos 83 anos. 
As canções do grupo foram gravadas por nomes como Sérgio Godinho, Sitiados, ódagaita e Vozes da Rádio com amigos.
Formação
- António Mafra (1932-1977) - Guitarra Portuguesa, Voz - De 1958 a 1977
- Nunes Pinto - Guitarra, Voz - De 1958 a 1965
- Liberto Marques - Guitarra, Voz - De 1958 a 1993
- Venâncio Castro - Bombo Voz - De 1958 a 1998
- José Mafra (1935-2018) - Guitarra, Voz - Desde 1958
- Manuel Barros (1930-2016) - Voz, Guitarra - Desde 1958 até 2016
- Mário João Ferreira Leite (?-2006) - Bombo e percussão, Voz - De 1958 a 2006
- Manuel Campanhã - Viola Braguesa, Cavaquinho, Alaúde, Voz - Desde 1986
- Porfírio Gomes - Ferrinhos, Voz - Desde 1993
- Fernando Figueiredo - Guitarra, Viola Baixo, Alaude, Voz - Desde 1998
- António Morais - Guitarra Portuguesa, Voz - Desde 2007

## Discografia
(incompleta)
Álbuns
- Galos de Barcelos ‎(LP, Album) Orfeu SB 1002
- 7 E Pico 8 E Coiso 9 E Tal ‎(LP, Album) Orfeu SB 1010
- Conjunto António Mafra ‎(LP, Album) Orfeu SB 1045
- Tributo A António Mafra ‎(LP) Orfeu SB 1222
- A Marcha Rapioqueira
- Vinho da Clarinha
- Bodas de Prata
- Doçuras
- Não Pára (BMG)
- 50 Anos de Sucessos - Vol1 (cd, GPM, 2004)

Singles & EPs
- O Vinho Da Clarinha ‎(7", EP) Orfeu ATEP 6011
- Menina Não Saia Só ‎(7", EP) Orfeu 6017
- Aperta O Cordão Ó Berta ‎(7", EP, 1961) Orfeu ATEP 6026
- Do Lado De Lá Do Rio ‎(7", EP) Orfeu ATEP 6029
- Conjunto António Mafra ‎(7", EP, 1961) Orfeu ATEP 6034
- Abre A Pipa Beatriz ‎(7", EP) Orfeu 6036
- Limpa o Pó ‎(7", EP) Orfeu ATEP 6050
- 7 E Pico 8 E Coisa 9 E Tal ‎(7", EP) Orfeu ATEP 6080
- O Carrapito Da D. Aurora ‎(7", Single) Orfeu ATEP 6100
- A Ópera Do Sacramento ‎(7", EP, 1971) Orfeu ATEP 6376
- Coração Com Coração ‎(7", EP, 1972) Orfeu ATEP 6411
- Não Deixes Que Calem Mais A Tua Voz ‎(7", 1974) Orfeu ATEP 6573
- Isto Agora É Que Vai Bom ‎(7", EP, 1975) Orfeu ATEP 6638
- A Filha Do Meneses ‎(7", EP, 1976) Orfeu ATEP 6677
- Meninas Yé Yé ‎(7", EP) Mafras MAF 65002
- Vi-Te Picar No Ouriço ‎(7", EP) Orfeu ATEP 6679
- Coração Com Coração ‎(7", EP) Orfeu SAT 820

Compilações
- Souvenir de Portugal Vol.1 ‎(LP, Palacio) LP-7100
- 7 E Pico 8 E Coiso 9 E Tal ‎(12", Orfeu) Orfeu SB-1010
- O Melhor Dos Melhores ‎(CD, Movieplay, 1994) MM 37 048